# Гурвансайхан
Гурвансайхан (монг. Гурвансайхан) — сомон аймака Дундговь в центральной части Монголии, площадь которого составляет 5 416 км². Численность населения по данным 2007 года составила 2 578 человек.
Центр сомона — посёлок Суугант, расположенный в 70 километрах от административного центра аймака — города Мандалговь и в 320 километрах от столицы страны — Улан-Батора.

## География
Сомон расположен в центральной части Монголии.
Из полезных ископаемых в сомоне встречаются плавиковый шпат, свинец, уголь.

## Климат
Климат резко континентальный. Средняя температура января -18 градусов, июля +24 градусов. Ежегодная норма осадков 150 мм.

## Фауна
Животный мир Гурвансайхана представлен косулями, лисами, волками, антилопами-джейранами, корсаками.

## Инфраструктура
В сомоне есть школа, больница, турбазы, торговые и культурные центры.